# Diagrama de atividade

Exemplo de diagrama UML de Atividade: processo de brainstorming.

Um diagrama de atividade é essencialmente um gráfico de fluxo, mostrando o fluxo de controle de uma atividade para outra e serão empregados para fazer a modelagem de aspectos dinâmicos do sistema. Na maior parte, isso envolve a modelagem das etapas sequenciais em um processo computacional;
Enquanto os diagramas de interação dão ênfase ao fluxo de controle de um objeto para outro, os diagramas de atividades dão ênfase ao fluxo de controle de uma atividade para outra;
Uma atividade é uma execução não atômica em  andamento em uma máquina de estados e acabam resultando em alguma ação, formada pelas computações atômicas executáveis que resultam em uma mudança de estado do sistema ou o retorno de um valor.
O Diagrama de atividade é um diagrama definido pela Linguagem de Modelagem Unificada (UML), e representa os fluxos conduzidos por processamentos. É essencialmente um gráfico de fluxo, mostrando o fluxo de controle de uma atividade para outra. Comumente isso envolve a modelagem das etapas sequenciais em um processo computacional.
Os diagramas de atividade não são importantes somente para a modelagem de aspectos dinâmicos de um sistema ou um fluxograma, mas também para a construção de sistemas executáveis por meio de engenharia de produção reversa.

## Conceitos
- Atividades: Comportamento a ser realizado.
- Sub-atividade: Execução de uma sequência não atômica de atividades.
- Transição: Fluxo de uma atividade para outra.
- Ação: Transformação.
- Decisão: Dependendo de uma condição, mostra as diferentes transições.
- Raia: Diferenciação de unidades organizacionais.
- Bifurcação (Fork): Separa uma transição em várias transições executadas ao mesmo tempo.
- Sincronização (Join): Concatenação de transições vindas do Fork.
- Objecto: O objecto da atividade.
- Envio de sinal: Transição pra um meio externo, por exemplo, um hardware.
- Recepção de sinal: Recepção do envio.
- Região: Agrupamento de uma ou mais atividades.
- Exceção: Atividades que ocorrerem em decorrência de uma excepção.

## Composição
Os diagramas de atividade costumam conter:
- Estado de atividade e estado de ação.
- Transições
- Objectos

## Estado de atividade e estado de ação
No fluxo de controle modelado por um diagrama de atividade é onde as atividades acontecem.
É possível calcular uma expressão que defina um conjunto de valor de um atributo ou que retorne algum valor. Alternativamente, você poderá chamar uma operação num objeto, enviar um sinal a um objeto ou até criar ou destruir um objeto. Estas computações atômicas executáveis são chamados estado de ação.
Os estados de ação não podem ser decompostos. Além disso, os estados de ação são atômicos, significando que os eventos poderão ocorrer, mas o trabalho de estado de ação não é interrompido. O trabalho de estado de ação é geralmente considerado como ocupando um tempo de execução insignificante.
Em contraste, os estados de atividade podem ser decompostos, suas atividades sendo representadas por outros diagramas de atividades. Além disso, os estados de atividade são não-atômicos, significando que poderão ser interrompidos e, em geral, são considerados como tomando algum tempo para serem completados.